# Émile Cohl
Émile Cohl   (París, 4 de gener de 1857 - Villejuif i París, 20 de gener de 1938), nascut com a Émile Courtet, va ser un dibuixant francès, considerat un dels pioners dels dibuixos animats.
Cohl va treballar professionalment com a dibuixant, operador i director de pel·lícules, en les quals feu servir diferents tècniques, com ara, el dibuix, jocs amb llumins, paper retallat i marionetes. També va ser aprenent de joier, ajudant de prestidigitador, caricaturista, il·lustrador, fotògraf, autor dramàtic, actor, pintor, periodista i il·lusionista. Era un dels clients habituals dels cabarets parisencs de Le Chat Noir i Lapin Agile i va ser membre del club literari Les hydropathes.
El 1914, després de passar dos anys als Estats Units, Émile Cohl va tornar a França. Va trobar un món profundament canviat per la Primera Guerra Mundial i va decidir retirar-se de l'activitat. Morí en un asil, pobre i oblidat.

## Pioner de l'animació
El mes de març del 1907, Léon Gaumont, director de la productora francesa de films del mateix nom, visionà un curt d'uns 9 minuts, L'Hôtel hanté. En surtí estupefacte. Mai ha vist una cosa semblant a allò. Realitzat per l'americà James Stuart Blackton, en el curt els mobles es bellugaven sols, els llenços també, les ampolles es desplaçaven per l'aire, els ganivets tallaven salsitxes tots sols, etc. El 1907 aquesta mena de trucs encara no es veien al cinema. Era quelcom realment extraordinari. La pregunta que es va fer Léon Gaumont era: «com s'ho han fet?».
Setmanes abans de l'exhibició, Émile Cohl va decidí anar a veure Léon Gaumont per protestar. L'acusava d'haver plagiat els seus còmics en les seves pel·lícules. Gaumont, que efectivament sabia que no hi podia dir res, el va acabar contractant. Aquesta va ser la lògica. Aleshores, enlluernat per allò que havia vist a L'Hôtel hanté, decideix utilitzar Émile Cohl. Li fa dibuixar imatge per imatge fins que després ho ajunta tot amb una càmera especial que també grava imatge per imatge i així va aconseguir l'efecte del curt que tant l'havia agradat. Émile Cohl no ho sabia encara, però acabava d'inventar els dibuixos animats.
Gaumont va contractar a Cohl, primer com escriptor de gags i guionista i, posteriorment, com a director. Del 1908 fins al 1923, Cohl va realitzar més de 300 pel·lícules (curtmetratges) treballant amb diferents productores, des de la Gaumont a la Pathé o la Eclair. Així, Émile Cohl es recorda sobretot per ser un dels pioners dels dibuixos animats. Malauradament, s'ha conservat molt poc de la producció de qui és considerat un dels inventors del dibuix animat.

## Obres destacades
Cohl va ser capaç d'explotar plenament les possibilitats expressives de l'art de l'animació, alternant dibuix i animació en stop-motion. El seu és un grafisme simplificat i primitiu que utilitza línies, sense colors ni perspectives, aconseguint expressar totes les possibilitats metamòrfiques de l'animació, i una feliç intuïció de la humanització dels animals. Des dels seus inicis, Cohl omple les seves línies de fantasia, poesia, humor i ironia.
- La seva primera obra, Fantasmagorie (menys de deu minuts de pel·lícula, basada completament en les transformacions), es considera el primer exemple de dibuix animat cinematogràfic.[1]
- També en 1908 realitza Un drame chez els Fantoches (més narratiu, i primer exemple de serial animat) i Le Cauchemar du Fantoche, que tenen per protagonista al ninot Fantoche.[1]
- Émile Cohl experimenta amb l'animació a més de amb el dibuix, així com amb ninots i objectes, segons veiem a L'Eventail i a Les locataires d'à côté, una barreja d'animació i d'imatges preses de l'natural.[1]
- En algunes estades breus als Estats Units, Cohl experimentà amb la transposició al cinema de personatges dels còmics, entre els quals la sèrie Snookums, dels còmics de George McManus.[1]